# Zootomia
Zootomia é uma disciplina zoológica que tem foco na anatomia animal, em especial na dissecção de animais.